# Svarttjärnen (Hammerdals socken, Jämtland, 703835-147231)
Svarttjärnen är en sjö i Strömsunds kommun i Jämtland och ingår i Indalsälvens huvudavrinningsområde.